# Decembrio
Decembrio ist ein italienischer Familienname. Mehrere Mitglieder der italienischen Familie Decembrio sind durch die Ergebnisse ihrer wissenschaftlichen und schriftstellerischen Arbeit im 14. bis 16. Jahrhundert noch heute bekannt.
- Uberto Decembrio († 1427) Übersetzer und Sekretär des Herzogs von Milano Gian Galeazzo Visconti sowie dessen Söhne:
  - Pier Candido Decembrio (1399–1477), Übersetzer und Politiker in Mailand
  - Angelo Camillo Decembrio (ca. 1415 – nach 1465), Übersetzer